# Општина Буков (Прахова)
Буков (рум. Bucov) општина је у Румунији у округу Прахова.
Oпштина се налази на надморској висини од 170 m.